# Lunární kalendář

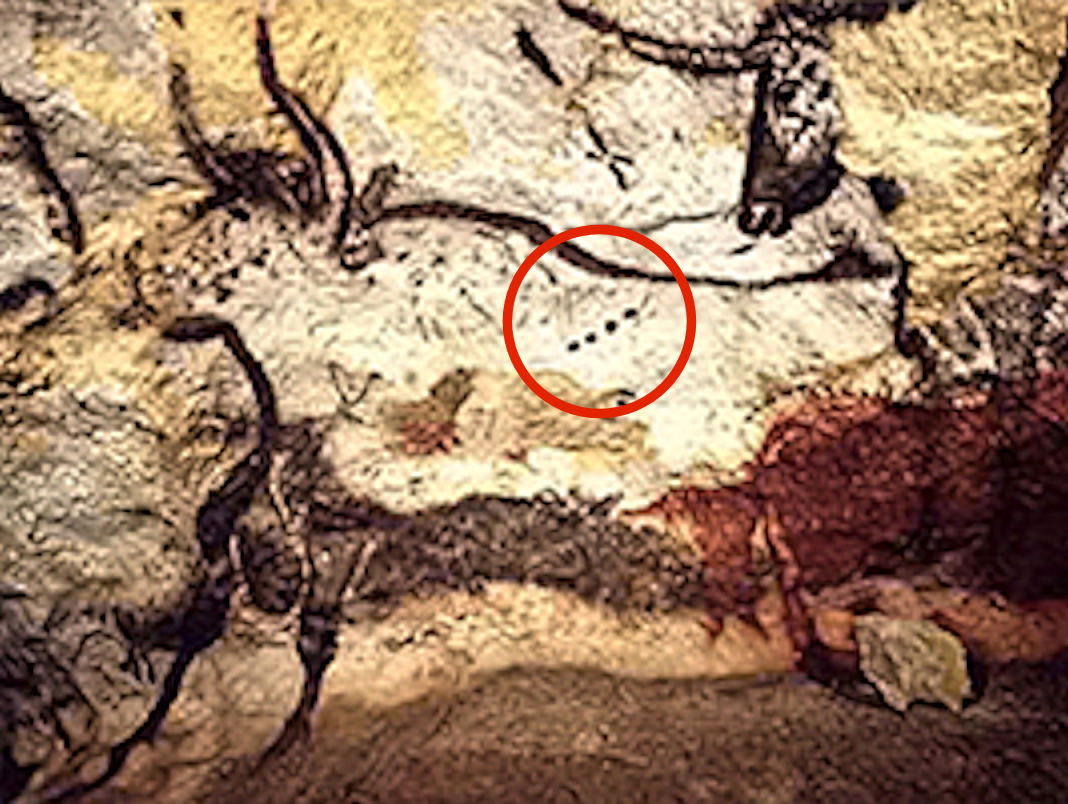
Tečky v jeskyni v Lascaux, které patrně značí počet měsíců.

Lunární kalendář je kalendář, tedy způsob cyklického počítání času, který se zakládá na pozorování měsíčních cyklů. Byl převážně používán společnostmi před zemědělstvím. Používá ho dodnes například islámský kalendář.
Jelikož pro pozorovatele ze Země trvá jeden měsíční cyklus, tj. nejčastěji od novu do novu, přibližně 29,5 dne (přesně 29,530588 dne, viz Synodický měsíc), trvá tolik i jeden kalendářní měsíc. Začátek nového měsíce se dá přesně vypočítat, nicméně staré kalendáře byly založeny na pozorování a měsíc začínal obvykle tehdy, když byl při západu slunce spatřen první srpek nového měsíce. Tato praxe zůstala v některých lunárních kalendářích, např. v islámském, dodnes.
Lunární rok odpovídá hodně přibližně roku solárnímu a má 12 měsíců.
Dvanáct měsíců (měsíčních cyklů) má celkem 354 dní, tropický (solární) rok jich má však 365,25. Lunární rok je tedy kratší než solární. Tento rozdíl více než 11 dní způsobuje posun začátku roku vždy o přibližně 11 dní dopředu. Proto v lunárním kalendáři neexistují „zimní měsíce“ nebo „letní měsíce“; každý měsíc se v průběhu doby může ocitnout v libovolném ročním období.
Protože je islámský kalendář kratší o 11,2425 dní než civilní (gregoriánský), každých cca 32,5 roku ho předběhne o jeden rok.